# Distretto di Izjum
Il distretto di Izjum (in ucraino Ізюмський район?, Izjums'kyj rajon) .è un distretto nell'oblast' di Charkiv in Ucraina. Il suo centro amministrativo è la città di Izjum Ha una popolazione di 172 120 abitanti.

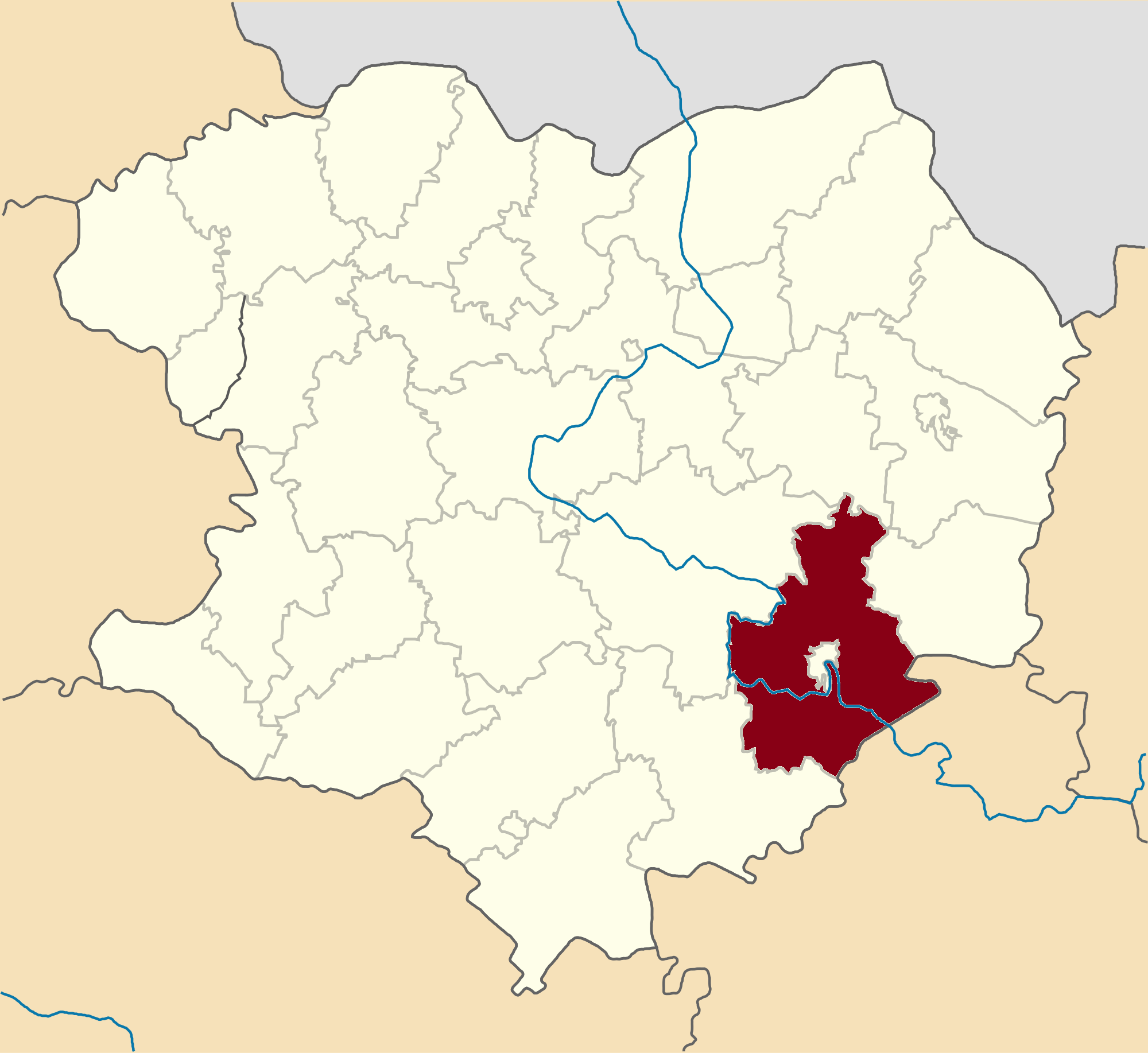
Territorio del distretto prima della riforma amministrativa del 2020

Il 18 luglio 2020, come parte della riforma amministrativa dell'Ucraina, il numero di distretti dell'oblast di Charkiv, è stato ridotto a sette e l'area del distretto di Izjum è stata notevolmente ampliata.